# Русский (Пролетарский район)
Ру́сский — хутор в Пролетарском районе Ростовской области России. 
Входит в состав Дальненского сельского поселения.

## География
Расположен в юго-восточной части области, на правом берегу реки Маныч, возле  Пролетарского оросительного канала.
Климат
Самый холодный месяц — январь со среднемесячной температурой — 4,4° С, а самый жаркий — июль 42,1° С, при среднегодовой температуре — 9,9° С. максимальное количество осадков выпадает в мае и июне — 56 мм, а минимальное в октябре — 29 мм при среднегодовом количестве осадков — 511 мм. 
Преобладающие направления ветра зимой — юго-восточные, а в летние месяцы — восточные, юго-восточные. Наибольшая средняя скорость ветра отмечается в феврале и составляет 5,6 м/сек, наименьшая — в июне — 3,4 м/сек при среднегодовой — 4,4 м/сек.

## Население
| 2010 |
| ---- |
| 6    |

## Улицы
На хуторе имеются две улицы — Точка 1 и Центральная.